# Битва при Дунсе
Битва при Дунсе — сражение между войсками Шотландского королевства и Королевства Англия, произошедшее в 1372 году близ города Дунс в Шотландии.

## Место битвы
Битва проходила на территории современного округа Скоттиш-Бордерс, расположенного на юге Шотландии.

## Ход сражения
Английские войска вторглись в город, где не встретили большого сопротивления от шотландских воинов. Крестьяне же, жившие в городе, соорудили погремушки из кожи с галькой внутри. Тряся погремушками, они отпугивали английских лошадей. В недоумении нападавшие отошли.